# Rafael Antuni
Rafael Domingo Antuni Catani (Huamboya, 18 de enero de 1961) más conocido como Antuni, es un líder indígena shuar. Fue el decimoquinto prefecto de la provincia de Morona Santiago.

## Biografía
Nació en la parroquia Chiguaza cantón Huamboya el 18 de enero de 1961, obtuvo el bachillerato en el Colegio Fiscomisional Río Upano. Sus estudios, ante la difícil situación económica de su familia, los pagó trabajando a tiempo completo de lunes a domingo. El 27 de agosto de 2002, la Universidad de Cuenca le otorga el título de Tecnólogo en Desarrollo Integral Comunitario.

## Carrera política
Fue alcalde de Municipio del cantón Pablo Sexto en el año 2005 - 2009, ese mismo año (2009) su buena administración lo llevó a posesionarse como directorio del Consorcio de Municipios Amazónicos y Galápagos. Coordinador nacional del Movimiento Plurinacional Pachakutik entre 2010 y 2013. En el año 2014, es reelegido nuevamente como alcalde de Municipio del cantón Pablo Sexto y termina su periodo en el 2019. A inicios de ese año (febrero del año 2019), anunció su candidatura a la prefectura de Morona Santiago. Antuni triunfó en la contienda electoral con el 36,56% de los votos.